# 金盞花大酒店2
《金盞花大酒店2》（英語：The Second Best Exotic Marigold Hotel）是2015年上映的英美喜劇劇情片，由約翰·麥登執導。 演員有茱蒂·丹契、比·乃爾、佩内洛普·威爾頓、蒂娜·德賽、莉蕾特·杜貝、瑪姬·史密芙、希莉亞·伊姆麗、拉傑什·泰朗、朗諾·匹克、戴夫·帕托、李察·吉爾等人。

## 劇情
金盞花大酒店已住滿了長期房客，聯合經理梅瑞兒唐奈利（瑪姬史密斯）和桑尼卡普爾（戴夫帕托）夢想擴大經營，而他們正好找到了一個地點：「金盞花二號大酒店」。隨著計劃進行，伊芙琳和道格拉斯（茱蒂丹契和比利奈伊）進入齋浦爾的職場中探索，摸索著他們的早餐約會將有何進展。 同時，諾門與卡蘿（羅納德皮卡和黛安娜哈卡索）在他們交往關係的漩渦中尋找方向，而瑪姬（希莉雅伊姆麗）面臨兩位「優質」黃金單身漢的追求，新房客蓋錢伯斯（李察吉爾）則在桑尼的母親卡普爾太太（莉蕾特杜貝）身上，找到他下一本小說的靈感。當桑尼與真命天女蘇奈娜（蒂娜德賽 飾）的婚禮逐步逼近時，尋找新酒店的計劃更佔據了他大部分的時間，而梅瑞兒是唯一一個知道每個人的秘密的人。隨著大喜之日將近，家人和賓客將被印度式婚禮的魅力深深吸引而無法自拔。

## 演員
- 茱蒂·丹契(Judi Dench)飾演 艾芙琳·格林斯萊德（Evelyn Greenslade）
- 比·乃爾(Bill Nighy)飾演 道格拉斯·安斯利（Douglas Ainslie）
- 佩内洛普·威爾頓飾演 珍·安斯利（Jean Ainslie）
- 蒂娜·德賽(Tena Desai)飾演 蘇奈娜（Sunaina）
- 莉蕾特·杜貝(Lillete Dubey)飾演 卡普爾太太（Mrs. Kapoor）
- 瑪姬·史密芙(Maggie Smith)飾演 妙麗葉兒·唐納利（Muriel Donnelly）
- 希莉亞·伊姆麗(Celia Imrie)飾演 瑪琪·哈德卡斯爾（Madge Hardcastle）
- 拉傑什·泰朗(Rajesh Tailang)飾演
- 朗諾·匹克(Ronald Pickup)飾演 諾曼·庫辛斯（Norman Cousins）
- 戴夫·帕托(Dev Patel)飾演 桑尼·卡普爾（Sonny Kapoor）
- 李察·吉爾(Richard Gere)飾演 蓋伊·錢伯斯（Guy Chambers）

## 外部連結
- 開眼電影網上《金盞花大酒店2》的資料（繁體中文）
- 豆瓣电影上《涉外大饭店2》的資料 （简体中文）
- 时光网上《涉外大饭店2》的資料（简体中文）
- AllMovie上《金盞花大酒店2》的资料（英文）
- 爛番茄上《金盞花大酒店2》的資料（英文）
- Box Office Mojo上《金盞花大酒店2》的資料（英文）
- TCM电影资料库上《金盞花大酒店2》的资料（英文）
- Metacritic上《金盞花大酒店2》的資料（英文）
- 互联网电影数据库（IMDb）上《金盞花大酒店2》的资料（英文）

1. ↑  . 金盞花大酒店 2 | 誠品線上.   [2023-02-22]. （原始内容存档于2023-02-22）.